# 艾迪·伯尼斯·強森
艾迪·伯尼斯·強森（英語：Eddie Bernice Johnson，1935年12月3日—2023年12月31日），美國政治人物，德州民主党眾議員。她是第一位当选美国国会议员的护士。

## 生平
艾迪·伯尼斯·強森出生在德克薩斯州韋科，艾迪·伯尼斯·強森的童年願望是醫學。因為她的種族，她不能參加大學，所以她離開德克薩斯州，於1956年就讀印第安納州南本德聖瑪麗學院，她最後獲得護理文憑。她之後至得克薩斯州沃思堡德克薩斯基督教大學，獲得護理學士學位。後來她參加了達拉斯南衛理公會大學，並於1976年獲得公共行政碩士。她在達拉斯退伍軍人管理局醫院擔任首席精神科護士（第一位非洲裔美國人），16年後進入政壇。
在1972年，艾迪·伯尼斯·強森參加德克薩斯州眾議院選舉，贏得了壓倒性的勝利，成為第一位黑人女性當選達拉斯公職。她很快成為了德克薩斯州第一位眾議院委員會，勞工委員會黑人女性成員。約翰遜於1977年離開州眾議院，時任總統吉米·卡特任命她擔任區域總監衛生署，教育，福利，是擔任這一職位的第一個非洲裔婦女。
1986年約翰遜再度進入政壇，當選德克薩斯州參議員，成為第一位達拉斯地區非裔女性政治家。